# Olga Lalić-Krowicka
Olga Lalić-Krowicka (ur. 2 kwietnia 1980 w Szybeniku) – pisarka i tłumaczka serbsko-polskiego pochodzenia. 

## Życiorys
Ukończyła filologię słowiańską na Uniwersytecie Jagiellońskim w Krakowie. Po wojnie w Chorwacji zamieszkała w Polsce. Mieszka i tworzy w Dukli. Pisze wiersze, opowiadania, haiku oraz dramaty. Swoje wiersze i przekłady publikowała na łamach polskich, serbskich, chorwackich i bugarskich czasopism. Jej mężem jest grafik komputerowy, ilustrator książek Kamil Krowicki.

## Twórczość
- Dzisiaj przyjdzie w brązowym 2006 (reedycja 2007)[3]
- Niepokoje Niepokoju Krosno 2009[3]
- Vrh v temi Koper Słowenia 2009 (przekl. Franjo Frančič)[3]
- Gdy wybuchnie mina Krosno 2009[3]
- Livenje pesme = Odlewanie wiersza (współautorzy: Dejan Bogojević i Obren Ristić) Mladenovac 2010[3]
- Mrvice vremena u prostranstvu Belgrad 2011[3]
- Debiut Pana Chwastowskiego Krosno 2007[3]
- Iza oblaka Knjaževac 2008[4]
- Mózg: (29 wierszy o mózgu z okazji 29 lat jego zjadania) = Mozak: (29 stihova o mozgu povodom njegovih izjedenih 29 godina) Krosno 2012[5]
- Żaba, żaba: (moje żale) = Žaba, žaba: (moji jadi) Krosno 2012[6]
- Slavenskim putom Laćarak 2013[7]
- Hristos u Carigradu - na putu za Rim (Chrystus w Konstantynopolu - w drodze do Rzymu) 2016[8]
- Pričaj mi o svjetlu = Opowiadaj mi o świetle: (poezija) Beograd 2020[9]

## Tłumaczenia
- Vesna Denčić Horizonti = Horyzonty Beograd 2006[10]
- Vladimir Gasiewski (Włodzimierz Gąsiewski) Tri dana kasnije : poetski triptih Beograd 2007[11]
- Vesna Denčić Podijum (Podium) Belgrad 2008[12]
- Dejan Bogojević Człowiek na moście Krosno 2008[13]
- Franjo Frančič Dwie tęcze Krosno 2009[14]
- Jurata Bogna Serafińska Gorzki smak czekolady: (zbiór opowiadań) = Gorak ukus čokolade : (zbirka priča) (polsko-serbskie wydanie) Krosno 2010[15]
- Franjo Frančič Ojczyzna, blada matka Krosno 2010[16]
- Aleksandar Čotrić Czarna księga : wybór aforyzmów Krosno 2011[17]
- Ivan Korponai Bałkańskie wiatry : (wiersze wybrane) Krosno 2011 ( z. serb)[18]
- Agnieszka Jarzębowska Układam siebie = Slažem sebe Krosno 2012[19]
- Ana Klonovska (Anna Klonowska) Melodije sjećanja (Melodie pamięci) Krosno 2012[20]
- Vasil Tolevski Biblia dla niewierzących: (wybór aforyzmów) Kosno 2013[21]
- Dušan Vidaković Na rozdrożach: (haiku i dwa haibuny) Biała Podlaska 2014[22]
- Kazimir Burnat (Kazimierz Burnat) Miris večeri Knjaževac 2014[23]
- Jurata Bogna Serafinska Boje Apejrona (Barwy Apeironu) Knjaževac 2014[24]
- Nedeljko Terzić Huk ciszy: wiersze Krosno 2014[25]
- Kazimir Žarski (Kazimierz Żarski) Metafizička putovanja (Podróż metafizyczna) Knjaževac 2014[26]
- Arkadijuš Franja (Arkadiusz Frania) Asocijacije Knjaževac 2014[27]
- Vasil Tocinovski Po drugiej stronie morza: wybór opowiadań Krosno 2015[28]
- Arkadijuš Franja Na sudnji čas zakasni: izabrana poezija Beograd 2016[29]
- Borja Bolčina Bologna Krosno 2016[30]
- Eligijuš Dimovski (Eligiusz Dymowski) S druge strane reči: (pesme) Požega 2017[31]
- Mustafa Spahiu Ani bambus, ani klucz = Ni bambus, ni ključ = As bambu, as katinar (przekł. chorwackiego na polski) Krosno 2018[32]
- Borja Bolčina O zlatih ribicah = O zlatnim ribicama (tekst w j. słoweńskim i serbskim) Novi Sad 2019[33]
- Ewa Radomska Pesme iz prvog točenja: (izabrane pesme) Požega 2019[34]
- Zoran Pejkovski Requiem dla miłości : dramat w jednym akcie i pięciu scenach z prologiem i epilogiem Krosno 2019[35]
- Miroslav Lukovič (Łukowicz Mirosław) Senka jaglaca: pesme (wybór z: Jak powstało piekło) Požega 2019[36]
- Slađana Milenković September city Krosno 2019[37]
- Arkadijuš Franja (Arkadiusz Frania) Meki trn (Oset) Novi Sad 2020[38]
- Jerzy Pleśniarowicz Balada o ulanima i druge pesme od 1936. do 1945. godine (Ballada o ułanach i inne wiersze z lat 1936-1945) Novi Sad 2020[39]
- Eligijuš Dimovski (Eligiusz Dymowski) Stranice otrgnute iz kalendara (Zerwane kartki z kalendarza) Novi Sad 2020[40]
- Ninus Nestorović Dyktator i ja Krosno 2020[41]
- Jelina Đurković Kobiety serbskie Krosno 2020[42]
- Eliza Segiet (Eliza Segiet) Bardziej być = Biti još više Požega 2021[43]
- Rišard Vasilevski (Ryszard Wasilewski) Nesanica Novo Miloševo 2022[44]
- Eligijuš Dimovski (Eligiusz Dymowski) Kamena zemlja (Ziemia kamienna) Požega 2022[45]
- Dragan Jovanović Danilov Homer przedmieścia (Homer predgrađa) Krosno 2023[46]
- Dragan Jovanović Danilov Bałkańska sjesta Krosno 2023[47]
- Jagoda Kljaić Rapsodia na obłoku: wybór wierszy Krosno 2024[48]

## Nagrody
- 2007: stypendium Ministerstwa Kultury i Dziedzictwa Narodowego
- 2004: nagroda na ogólnopolskim konkursie z udziałem poetów polonijnych „O Laur Ignacego Łukasiewicza“
- 2006: główna „Nagroda Fundacji Spartak“ Melnik (Bułgaria);
- 2009: I nagroda za krótkie opowiadanie czasopisma „Akt“ Valjevo (Serbia)
- 2010: "Zlatni krug" za propagowanie serbskiej satyry w świecie, „Satira Fest“ (Belgrad).
- 2013: złoty wieniec na III Soborze Poezji Prawosławnej wiersz „Pantokrator patrzy”  (Belgrad)[1]
- 2014: nagroda „Misaonik” (Sremska Mitrovica, Serbia)[1]
- 2015: międzynarodowa nagroda „Naji Namman” za kreatywność (Liban)[1]
- 2016: nagroda na „Struszkich Wieczorach Poezji” za całokształt twórczości (Struga, Macedonia)[1]
- 2018: pierwsza nagroda na konkursie „Pamięć o nalotach na Serbię w 1999” (Niš, Serbia)[1]
- 2018: Grand Prix za dramat „Chrystus w Konstantynopolu – w drodze do Rzymu (Bitola, Macedonia)[1]
- 2014: Honorowy obywatel cesarskiego miasta Sirmium (Sremska Mitrovica, Serbia)[1]
- 2020: Nagroda za przekłady z języka polskiego przyznan przez Związek Tłumaczy Literackich Czarnogóry (Podgorica)[49]
- 2021: Goceva misl, nagroda za promocję literatury macedońskiej (Skopje, Macedonia)[49]